# Велд (округ, Колорадо)
Шаблон:StateAbbr_ 40°32′ пн. ш. 104°24′ зх. д. / 40.54° пн. ш. 104.4° зх. д.
Округ Велд (англ. Weld County) — округ (графство) у штаті Колорадо, США. Ідентифікатор округу 08123.

## Історія
Округ утворений 1861 року.

## Демографія
За даними перепису 
2000 року 
загальне населення округу становило 180936 осіб, зокрема міського населення було 129870, а сільського — 51066.
Серед мешканців округу чоловіків було 90717, а жінок — 90219. В окрузі було 63247 домогосподарств, 45245 родин, які мешкали в 66194 будинках.
Середній розмір родини становив 3,25.
Віковий розподіл населення поданий у таблиці:
| Стать    | До 15 років | 15-21 | 22-29 | 30-39 | 40-49 | 50-65 | 65-85 | Понад 85 |
| -------- | ----------- | ----- | ----- | ----- | ----- | ----- | ----- | -------- |
| Чоловіки | 21963       | 11758 | 11247 | 13642 | 13308 | 11854 | 6371  | 574      |
| Жінки    | 20660       | 11784 | 10480 | 13201 | 13148 | 11651 | 7885  | 1410     |

## Суміжні округи
- Кімболл, Небраска — північний схід
- Логан — схід
- Морган — схід
- Адамс — південь
- Брумфілд — південний захід
- Боулдер — захід
- Ларімер — захід
- Ларамі, Вайомінґ — північний захід

## Виноски
1. ↑  U.S. Decennial Census. United States Census Bureau. Архів оригіналу за 19 липня 2018. Процитовано 11 червня 2014.
2. ↑  Historical Census Browser. University of Virginia Library. Архів оригіналу за 16 серпня 2012. Процитовано 11 червня 2014.
3. ↑  Population of Counties by Decennial Census: 1900 to 1990. United States Census Bureau. Архів оригіналу за 31 липня 2014. Процитовано 11 червня 2014.
4. ↑  Census 2000 PHC-T-4. Ranking Tables for Counties: 1990 and 2000 (PDF). United States Census Bureau. Архів оригіналу (PDF) за 18 грудня 2014. Процитовано 11 червня 2014.
5. ↑  State & County QuickFacts. United States Census Bureau. Архів оригіналу за 22 липня 2011. Процитовано 11 червня 2014.(англ.) Наведено за англійською вікіпедією.
6. ↑  American FactFinder. Бюро перепису населення США. Архів оригіналу за 26 лютого 2012. Процитовано 31 січня 2008.

| США | Це незавершена стаття з географії США. Ви можете допомогти проєкту, виправивши або дописавши її. |